# Galeón

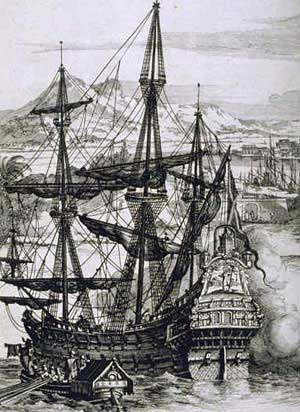
Galeón español El Callao por Alberto Durero.

Un galeón es una embarcación a vela utilizada desde principios del siglo XVI. Los galeones eran barcos poderosos usados para el comercio o la guerra. Se convirtieron en el barco de comercio principal de las naciones europeas, y en su diseño se basaron los tipos posteriores de navíos de guerra de pequeño tamaño.

## Orígenes del término
Si la carabela fue una invención portuguesa, se considera que el galeón es una embarcación típicamente española, que surgió para cubrir la necesidad de la Corona de un navío que compartiera la capacidad de carga de la nao con la velocidad y maniobrabilidad de la carabela, con el objetivo de explorar y comerciar con las Indias recientemente descubiertas. La primera mención del término es incierta, ya que en la época en que se empieza a usar el término no existía una nomenclatura exacta para definir los distintos tipos de embarcaciones. El galeón pasó a ser usado tanto para pesca como para fines militares. Ya en 1567 se diferencia como término militar al galeón de las naos, llamándolo “Galeones del Rey” y desde 1607 galeón pasa a ser un término exclusivo de galeón de guerra.
El término galeón aparece en documentos muy anteriores a esta época. Del mismo modo que la fragata y el bergantín, el galeón parece surgir como una variante de menor tamaño de la galera, como se deduce de los Annali Genovesi que mencionan galeones de 80, 64 y 60 remos, que se usaron por su velocidad y maniobrabilidad en misiones de descubierta en los siglos XII y XIII. Es muy probable que en tiempos de las cruzadas galeones y galeotas fueran el mismo tipo de embarcación.
Posteriormente el término se utilizó para denominar embarcaciones solo de vela. Aunque está documentado que los venecianos emplearon embarcaciones de guerra sin remos en tiempos tan remotos como la Batalla de Durazzo en 1081, las flotas de combate europeas fueron siempre de remos hasta que los descubrimientos y las nuevas rutas del siglo XV exigieron nuevas embarcaciones para cubrir las largas distancias. En las crónicas de la batalla de Preveza de 1538 se menciona una embarcación denominada como galeón que combatió a varias galeras turcas, lo que demuestra que ya entonces el término designaba a navíos armados de porte considerable.
Aunque es principalmente un invento español, parece ser que a principios del siglo XVI Francisco I de Francia había ordenado la construcción de cierto número de nefs-galères o galions. Igualmente entre las naves armadas de la Orden de Malta figuraba un galeón que tomó parte en el asedio de La Rochela en 1628 en tiempos de Luis XIII, con el nombre de Galeón de la Religión. En su Testament Politique el Cardenal Richelieu, padre de la marina francesa, escribe si Francia es fuerte en galeras y galeones entonces los españoles no podrán navegar sin riesgos por ninguna parte. Sin embargo, a partir de 1671 no se cita en Francia ningún galeón en las listas navales, ya que este tipo de naves pasan a denominarse simplemente vaisseaux (bajel o navío).

## Descripción

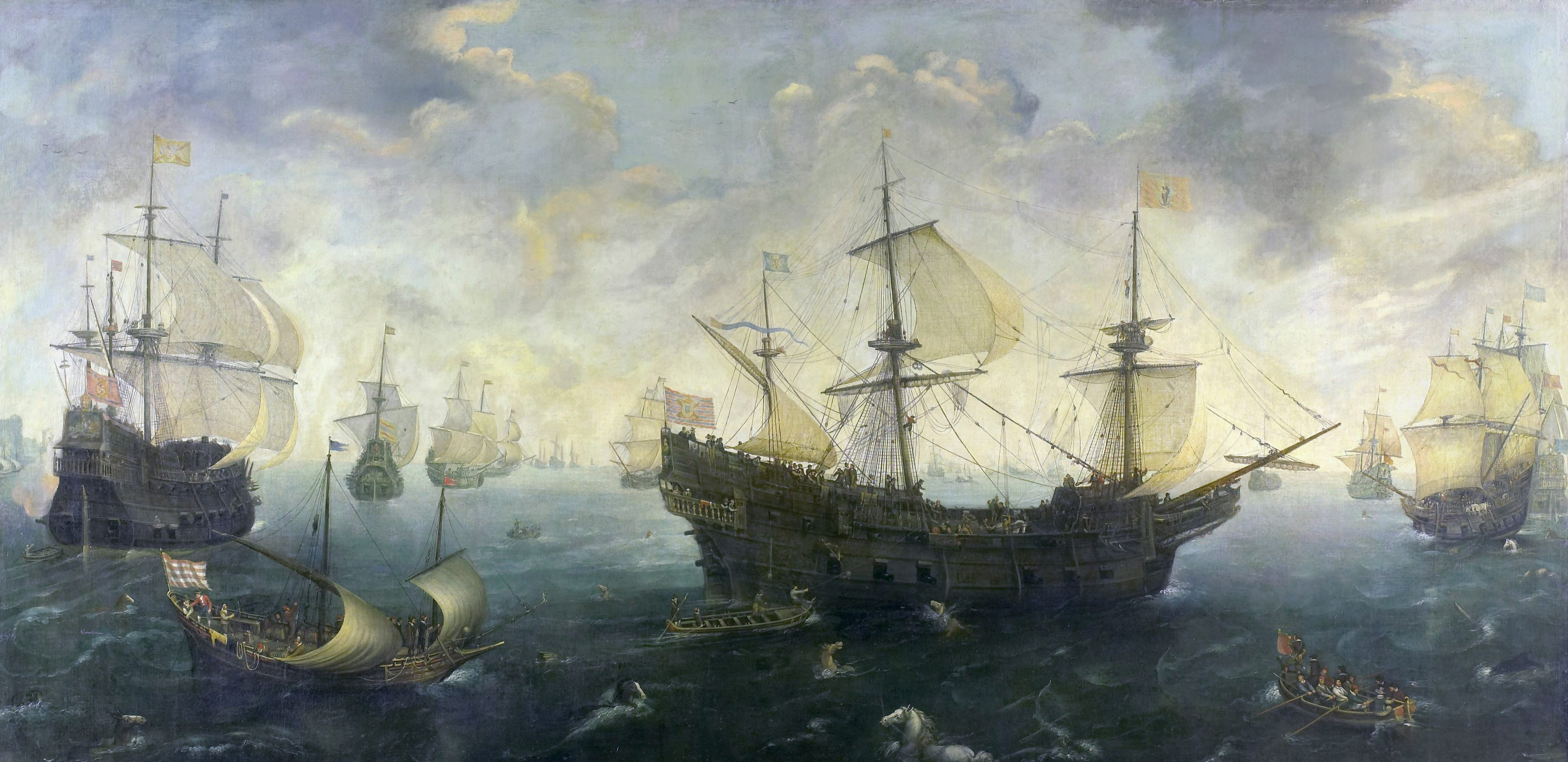
Galeones españoles de la Gran Armada de 1588 por Cornelis Claesz. van Wieringen (Rijksmuseum, Ámsterdam).

Las proporciones de los buques del siglo XIV y XV se obtenían a partir de la vieja fórmula murciana tres, dos y as; es decir, eslora triple que la manga y ésta doble que el Puntal. Para el galeón se pasa al 4:2:1, algo más corto y ancho que una galera; y más largo y menos alto que una nave. Si bien esta altura era elevada notablemente por la presencia de un considerable acastillaje (cubiertas y estructuras elevadas usadas como plataforma de tiro) a proa y a popa, característica que heredaron de las galeras. Pero el elemento más típico que conservaron de éstas es el espolón que se prolonga en el largo bauprés, aunque ya desprovisto de su función ofensiva y sin refuerzos de hierro, pasando a convertirse progresivamente en beques: plataforma abalconada desde la que se maniobra la jarcia de la proa y que alberga los jardines o letrinas de la tripulación. En un manuscrito veneciano del siglo XVI se describen las dimensiones de un galeón: eslora entre perpendiculares 41,3 m, eslora en la quilla 30,5 m, manga 10 m.
El galeón fue en su versión definitiva un buque más largo y estrecho que la nave, y más corto y ancho en proporción que la galera, generalmente de menos de 500 t, aunque algunos (como los galeones de Manila) podían alcanzar las 2000 t. El desplazamiento fue variando con el tiempo y se incrementó progresivamente desde alrededor de 334 t por término medio para los galeones en el inventario real de 1556. Posteriormente los registros muestran una clara tendencia al aumento de tamaño al mencionar embarcaciones cada vez mayores. Por ejemplo en la Gran Armada de 1588 contra Inglaterra participaron tres grandes galeones portugueses de 1000 tn y 8 de unas 800 t.

### Aparejo

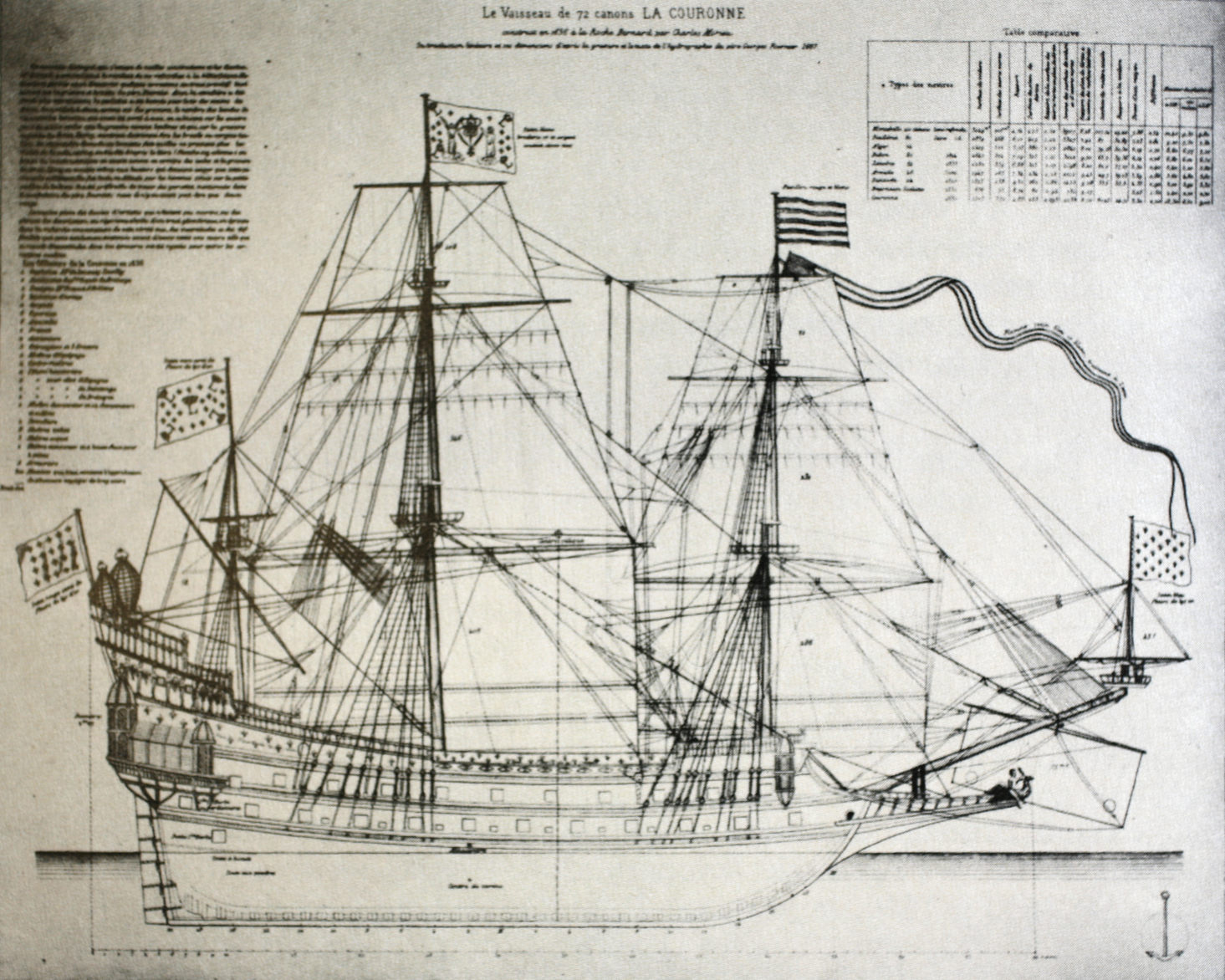
Alzado de La Couronne, construido por el carpintero Charles Morieur con asistencia neerlandesa en Roache-Bernard.

Si bien algunos galeones antiguos similares a naos aparejaban cuatro palos, trinquete, mayor, mesana y contramesana (o buenaventura), con velas cuadras en el trinquete y mayor, y latinas en los otros dos, este número se estableció definitivamente en tres. Los palos de mesana se inclinan hacia popa hasta mediados del siglo XVII|Siglo XVII]]. No se usan velas cangrejas ni de cuchillo. A esto se solía añadir una vela cebadera bajo el bauprés y en buques grandes también un palo tormentín sobre el extremo de este. Hacia 1620 se empieza a equipar una gavia sobre la vela latina de mesana; estos navíos se denominaron fragatas en diversos países (no confundir con las muy diferentes fragatas del siglo XVIII en adelante).
El trinquete se desplazó hacia atrás a comienzos del siglo XVII. Hasta entonces se levantaba delante del castillo de proa y a partir de esa época se desplazó hacia atrás saliendo por una fogonadura en la cubierta del castillo.
El velamen se fracciona con respecto a buques anteriores del mismo tamaño montando más velas y de tamaño menos dispar, y se mejoran los aparejos de la jarcia de labor. También se fraccionan más los palos añadiendo masteleros y mastelerillos, innovación introducida por los flamencos en 1570. Las cofas reducen su tamaño.

### Casco

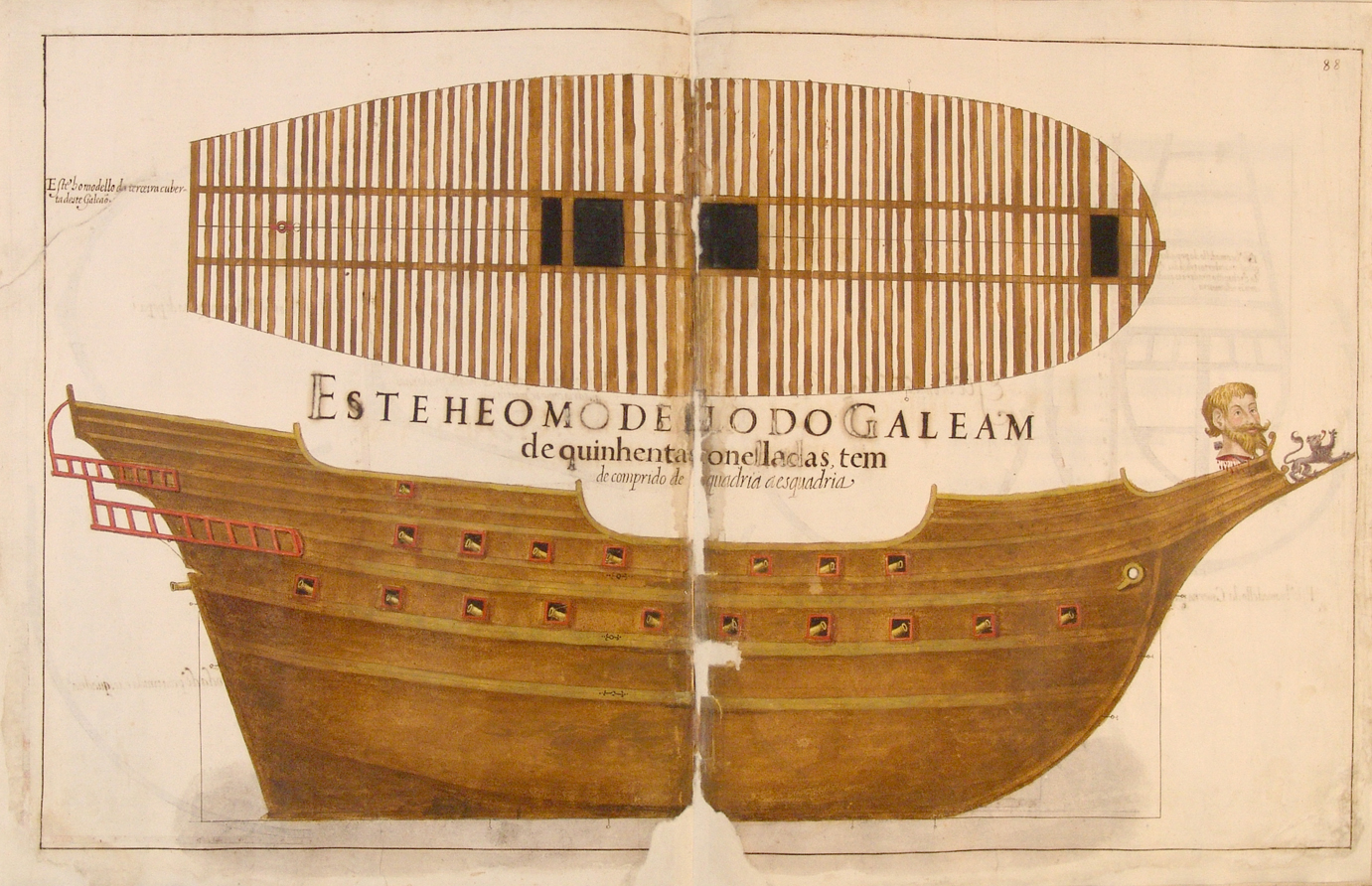
Modelo de un galeón portugués de 500 t en el Livro de Traças de Carpintaria, dibujado por el maestro carpintero de ribera Manuel Fernandes, en 1616

El casco también sufrió modificaciones respecto a la carraca, reduciendo el arrufo y sustituyendo la popa redonda —que persistía en muchos grandes buques— por el espejo plano. La manga era ancha en la línea de flotación y tendía a estrecharse, con las amuras inclinadas hacia adentro, dando de este modo una estabilidad que permitía instalar artillería más pesada. Para bajar el centro de gravedad se rebaja en ocasiones la parte trasera de la cubierta inferior para compensar el arrufo que hacía subir los cañones montados en esa parte. También se generaliza el uso de portas al instalar los cañones en una posición más baja, cerca del centro de gravedad. Por otra parte, el castillo de proa se desplaza hacia atrás de la roda, reduciendo el riesgo de que la presión del aire hiciera zozobrar la nave y facilitándole ceñir el viento (navegar con viento de cara).
Una importante mejora introducida en los galeones fue la introducción del pinzote, una prolongación vertical de la caña del timón. Antes de ésta el timonel se veía obligado a maniobrar la caña desde el interior de la obra muerta, sin ver las velas y guiándose con aguja o por las indicaciones dadas por un oficial desde cubierta. Sin embargo tras esta mejora el timonel tenía a su vista las velas, cosa importante en la navegación. El timón de rueda no apareció hasta tiempo después de la era de los galeones.
Una característica de los galeones era la galería, una pasarela que rodeaba la popa y que albergaba las letrinas de los oficiales. Esta derivaba de una larga tradición mediterránea que se remontaba a las naves de la antigua Roma que poseían una plataforma en el exterior del casco que permitía desplazarse por el barco sin tener que cruzar la zona de carga. Esta galería fue cubierta posteriormente integrándose en los camarotes de los oficiales.

### Construcción
Durante el comienzo de la era de los galeones el área de construcción en España se centró en la costa atlántica, principalmente en Cantabria, Vizcaya y Cádiz y posteriormente también en Lisboa. La costa mediterránea, que había sido la principal suministradora de embarcaciones durante la época de las galeras perdió importancia paulatinamente y se dedicó a la construcción de embarcaciones menores. Ocasionalmente la Corona española compraba embarcaciones en otras posesiones europeas como Sicilia o Flandes. A partir de 1610 se inicia la construcción en el Caribe, sobre todo en La Habana cuyos astilleros se distinguieron pronto por el acceso a maderas tropicales como la caoba.
Los galeones se construían al principio con maderas nativas europeas, ya que las maderas tropicales, de cualidades superiores, aún no se habían ensayado para la construcción naval en Europa. Generalmente se usaba roble para la quilla, las cuadernas y otros elementos estructurales, pino para los mástiles y vergas y diversas maderas para el forro. Este solía realizarse a tope (con las tablas colocadas consecutivamente), aunque en algunas naciones del norte de Europa se usó en ocasiones el sistema de tingladillo, con las tablas solapadas. El proceso completo de construcción y aparejo de un galeón se prolongaba durante aproximadamente dos años.

### Decoración y engalanamiento
En España el astillero entregaba el navío a la corona vacío y sin aparejar. Era responsabilidad del Estado equipar el barco, un largo y costoso proceso que podía prolongarse muchos meses. El último paso era decorar y bautizar la nave. La elaboración de la decoración variaba según la importancia del barco y los fondos disponibles. En la flota española de la época era habitual nombrar a los barcos de importancia con nombres de santos, vírgenes u otra figura religiosa. Se solía pintar el espejo de popa con una imagen del santo o alguna escena alusiva en España. La parte más decorada era el castillo de popa y solía consistir en volutas o guirnaldas y pequeñas figuras talladas que se repetían siguiendo las formas del barco. La obra muerta generalmente se protegía con una pintura ocre oscuro pero a menudo se pintaban franjas de colores vivos a lo largo de las bordas y castillos. Las partes labradas se doraban con frecuencia. La decoración solía ser más sobria en los barcos españoles que en el resto de naciones europeas.
Se alzaba una bandera en cada mástil además de otros estandartes y gallardetes en otras partes del navío. Estas banderas variaban según las naciones, las flotas y las misiones según un complejo sistema heráldico que incluía además de las armas reales la enseña del comandante de la flota en la nao capitana.

### Armamento

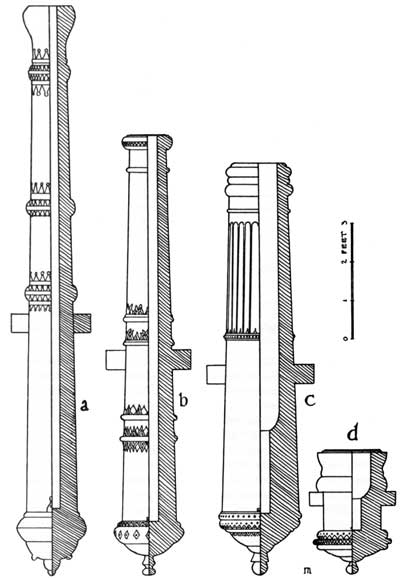
Piezas españolas del : a: Culebrina; b: Cañón; c: Pedrero; d: Mortero; según grabado del ingeniero militar lebrijano Luis Collado (1592). Las piezas navales no se diferenciaban a principios del de las terrestres y se montaban sobre cureñas del mismo tipo, lo que dificultaba su maniobra a bordo.

Con el galeón la guerra naval entró en una nueva era, la marina se erige como un instrumento fundamental del poder de los estados europeos y no solo como un medio de transporte y asalto de la infantería terrestre. Durante esta época se producen las primeras grandes batallas en alta mar, ya que hasta entonces los enfrentamientos se habían resuelto casi invariablemente cerca de la costa.
En un primer momento las tácticas de combate empleadas por España seguían los hábitos adquiridos en las guerras en el Mediterráneo, con luchas a corta distancia con numerosa infantería que intentaba abordar las naves enemigas. Las tácticas fueron haciendo un uso cada vez más intensivo de la artillería. Las piezas de artillería se clasificaban en numerosas categorías y calibres pero se pueden dividir en tres clases:
- Armas menudas de tiro tenso. Solían ser de retrocarga las cuales eran fáciles y rápidas de utilizar ya que se cargaban por una recámara trasera. Se empleaban contra la infantería enemiga y las piezas pequeñas iban montadas en horquillas giratorias sobre las bordas u otras estructuras pero siempre en cubierta, ya que de lo contrario, el humo expulsado por la recámara hubiera anegado el interior del navío. Esto era además la causa de uno de los principales inconvenientes de este tipo de armas, ya que las imperfecciones y holguras de la pieza y la consiguiente expulsión de gases causaba una pérdida de compresión en el disparo que le hacía perder potencia y precisión con respecto a armas de avancarga de calibre equivalente. A esta categoría de armas pertenecían los versos (1/2 culebrina), sacres (1/4 de culebrina), falconetes (1/8), esmeriles, cerbatanas, ribadoquines (de avancarga), mosquetes, lagartijas y sacabuches entre otros. Estas armas disparaban pelotas de hierro forjado, bodoques de hierro emplomado y ciertos tipos podían disparar postas o munición graneada.
- Armas gruesas de tiro tenso. Las armas más antiguas de este tipo eran las bombardas o lombardas, de hierro forjado y retrocarga. En el tiempo de los galeones esta pieza y sus variantes, la bombardeta y el pasavolante estaban ya obsoletas aunque aparecen en los inventarios reales hasta la década de 1570. Las más comunes en la época eran las culebrinas, algunas de cuyas variantes menores entran en la categoría anterior, y se dividen en culebrinas, medias culebrinas, tercio de culebrina (sacre), etc. Estas se caracterizan por tener un ánima muy larga en relación con su calibre, lo que le daba mayor alcance que el cañón aunque a costa de un menor tamaño de munición y un mayor consumo relativo de pólvora. Los cañones son las armas más grandes en esta categoría, con un calibre mayor en relación con su tamaño. Estos se dividían a su vez en cañones, medios cañones y tercios de cañón dependiendo del tamaño de la munición disparada, siendo los de mayor tamaño los llamados cañones de batir. El peso de la munición de los cañones oscilaba entre 7 y 40 libras y entre 2 y 24 para las culebrinas. Estas piezas se montaban por motivos de estabilidad en las cubiertas inferiores, con las más potentes a proa.
- Armas gruesas de tiro curvo. Eran armas de gran calibre y ánima corta que disparaban grandes piezas desde la cubierta con trayectoria parabólica, casi vertical. Los más comunes son los pedreros y morteros, que disparaban grandes balas de piedra especialmente labrada (bolaños) y, desde mediados del siglo XVI bombas. Este tipo de armas era pesado y poco eficaces por lo que su uso fue reduciéndose hasta desaparecer hacia 1620.

Las piezas de artillería más antiguas estaban formadas por piezas de hierro forjado reforzadas por zunchos también de hierro, construidos de forma parecida a los toneles de madera. Posteriormente se fabrican de hierro colado y posteriormente de bronce. El bronce era más caro pero los cañones de bronce duraban más y eran más ligeros. Antes del siglo XVI la artillería se montaba en afustes fijos sin ruedas, pero en la época de los galeones las piezas grandes solían montarse sobre afustes de carro, con dos ruedas, similares a los empleados en las piezas terrestres. A finales del siglo XVI se generalizan los afustes de cuatro ruedas, más apropiados para su uso en la mar. Los muñones aparecen a finales del siglo XV, lo que permite ajustar la inclinación de la pieza fácilmente.
La enorme variedad de piezas y calibres suponía un grave problema por lo que Carlos V intentó por primera vez simplificar la variedad a siete piezas de entre 3 y 40 libras, seis de tiro tenso y un mortero. La artillería era muy valiosa por lo que no formaba parte del navío, sino que se almacenaba en los arsenales reales y se equipaba en función de la misión que fuera a desempeñar. Esto era un sistema complicado pero que permitía aprovechar mejor el armamento disponible.

### Tripulación
Durante la época de los galeones la armada española seguía la norma de dotar un tripulante por cada tonelada de carga, sin embargo este número podía variar significativamente según las necesidades y las circunstancias financieras. Así, en 1550 la razón solía ser de un hombre de mar por cada 5 toneladas y media y en 1629 de 1 marinero por 6 y 1/4 toneladas. Así un galeón típico de principios del siglo XVII, de unas 500 toneladas, dotaría unas 90 gentes de mar, de los que 15 serían oficiales, 25 marinos, 20 grumetes o aspirantes a marino, 10 pajes o niños aprendices y 20 artilleros. Aparte de estos hay que añadir a los soldados embarcados que sumarían una compañía de unos 125 hombres, una cifra muy superior a la habitual en cualquier otra nación europea, y que podía aumentar mucho más en tiempo de guerra o en misiones de riesgo. Por ejemplo, los barcos piratas caribeños de la época podían tener una dotación comprendida entre los 20 y los 30 marineros, mientras que un galeón contaba, solo en artillería, con 160 soldados o incluso más, quedando de este modo, protegidos contra cualquier amenaza menor que otros barcos de igual porte, solo al alcance de los estados europeos o corsarios licenciados por estos.
En las flotas que hacían la Carrera de las Indias el mando lo ostentaba un capitán general, generalmente hombres de noble cuna y con experiencia en la mar, que se embarcaba a bordo de la nave capitana junto con un séquito que incluía oficiales reales. El capitán general nombraba al almirante, el segundo hombre en la línea de mando y que comandaba su propia nave, la almiranta, que tradicionalmente se situaba en retaguardia en la formación o en el extremo opuesto a la capitana. El capitán de una de las naves, llamada gobierno, era el gobernador, militar de mayor rango tras el capitán general. Cada flota contaba con un piloto mayor que estaba a cargo de la derrota o rumbo de la flota y que iba a bordo de la capitana. Para los galeones de la plata que transportaban la plata del Perú la Casa de Contratación de Sevilla nombraba un maestre de plata que supervisaba la carga propiedad del rey a bordo de la capitana y era asistido por unos fiadores en el resto de la flota. Además en cada flota había un veedor, representante de los intereses del rey, y un escribano que registraba todos los movimientos de carga a bordo.
A diferencia de otras naciones europeas durante los siglos XVI y XVII los galeones españoles tenían un mando doble: el capitán de mar, de mayor rango, y el capitán de guerra, generalmente un soldado que estaba al mando de la tropa. Ambos cargos se unieron en las ordenanzas de 1633 en el capitán de mar y guerra. El gobierno de la nave, así como su aprovisionamiento y mantenimiento residía de facto en el maestre, ya que el capitán solía dedicarse principalmente a tareas administrativas. A diferencia de otros cargos que eran nombrados por la duración del viaje o de la misión, el maestre solía servir en el mismo barco durante toda su carrera. Su asistente y siguiente en la línea de mando era el alférez de mar, tras él el piloto, a cargo del rumbo de cada nave y tras el piloto el contramaestre. Otros oficiales de menor rango eran el guardián (a cargo entre otras cosas de la seguridad a bordo) y el despensero. Además en cada barco había un cirujano nombrado por el capitán y un capellán nombrado por el capitán general. La maestranza estaba formada por marinos especializados e incluía un carpintero, un calafate, un herrero, un buceador y una corneta. Los artilleros estaban mandados por un oficial llamado condestable.
La tropa seguía la misma jerarquía que en tierra. El capitán de guerra estaba asistido por un alférez de guerra y este por un sargento. La compañía se dividía en escuadras de 25 hombres cada una y mandadas por un cabo de escuadra. Los soldados aventajados tenían más experiencia y un salario mayor. Entre estos se contaban dos tambores, un pífano y el abanderado. También cobraban más los arcabuceros y mosqueteros. El resto de los soldados, aproximadamente la mitad, iba armado con picas.
La vida a bordo estaba regulada por un sistema de dos y a veces tres turnos diarios. El capitán o los capitanes se alojaban en la cabina de la parte popel del castillo de popa, al nivel de cubierta. Más a proa estaban las cabinas de los oficiales y sobre estas, en el extremo superior de popa se situaba el camarote donde se alojaba el piloto y a su lado el alojamiento del capellán y otros oficiales de menor rango. En ocasiones los oficiales alquilaban sus cabinas a pasajeros que pudieran pagarlos. La marinería se alojaba bajo cubierta con los artilleros en la popa y progresivamente los marineros según su rango, los de más experiencia a popa. Las hamacas no empezaron a usarse hasta finales del siglo XVI.

### Velocidad
El galeón español podía llegar a los 7 nudos, que equivaldría a 13 kilómetros por hora.

## Historia

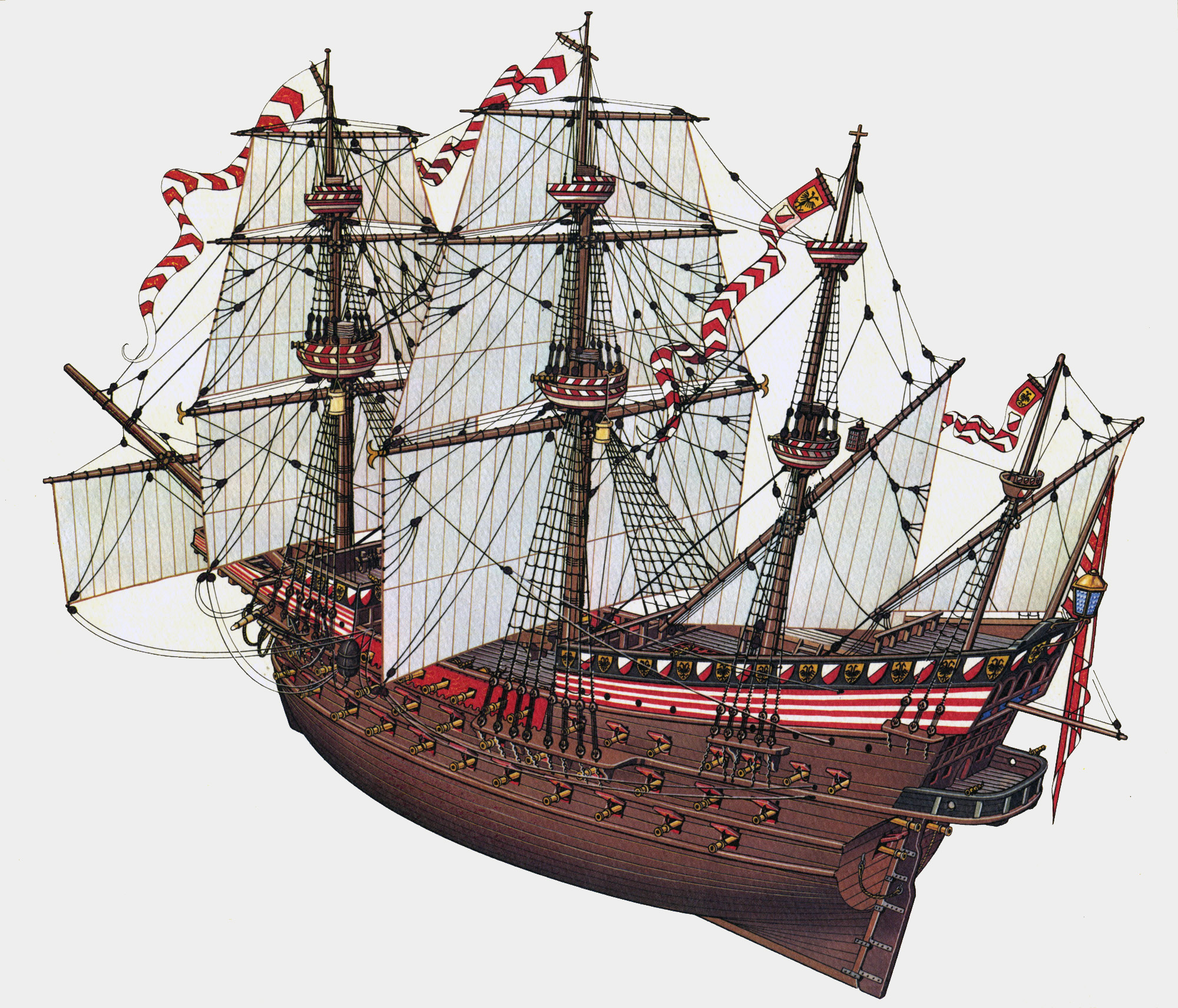
El Adler von Lübeck, galeón de 1565 de la ciudad hanseática de Lübeck, uno de los mayores de su tiempo.

Fue España la nación que generalizó y conservó más tiempo la denominación e hizo de esta clase de buques el tipo elegido para el comercio con sus posesiones de ultramar, ya que su combinación de tamaño, velamen y la posibilidad de transportar armamento y tropas lo hacían idóneo para las largas travesías oceánicas, dotando a la Corona española de una flota de buques, más grandes que las carabelas y más marineros que las carracas o naos, combinando así la capacidad de transporte de las naves de carga con la potencia de fuego que requerían las nuevas técnicas de guerra en el mar, permitiendo disponer de barcos de transporte fuertemente armados.

### La Carrera de las Indias
Los galeones españoles tuvieron la importante misión de formar la columna vertebral de la Flota de Indias que anualmente alimentaba las arcas de la Corona española con las mercancías preciosas traídas desde La Habana a Sevilla y que estaba organizada por la Casa de Contratación de la ciudad andaluza. Ésta era una presa codiciada por los corsarios ingleses, franceses y holandeses. Para su defensa la flota se organizaron en convoy desde 1520, con gran éxito, ya que la flota solo fue capturada en contadas ocasiones en los casi tres siglos que estuvo en funcionamiento.
El origen del sistema de flota está en una súplica al rey por parte de los armadores de Sevilla en 1522 que demandaban protección para sus barcos, los cuales solían hacer la travesía del Atlántico en solitario. Esto se debe a que un año antes habían comenzado los ataques de los corsarios franceses capitaneados por Jean Fleury y financiado por el armador Jean Ango. Para ello se empieza a cobrar un impuesto o derecho de avería sobre la carga transportada. Al principio la escolta solo se realizaba hasta las islas Azores pero en 1526 Carlos I establece convoyes regulares desde Sevilla hacia Tierra Firme (norte de Sudamérica) en agosto y Nueva España (México) en abril, escoltados por una sola nao armada. La nave capitana encabezaba el convoy. Por la noche encendía un gran farol que servía de guía al resto de la flota.
La flota hacía escala en las Canarias, generalmente en La Gomera donde hacían aguada. La velocidad de la travesía dependía de los buques más lentos. Hacían escala en la isla Dominica o en la Martinica. La flota de Tierra firme se dirigía luego a Cartagena de Indias, Nombre de Dios y Portobelo y la de Nueva España a Veracruz. Solían regresar hacia octubre y noviembre respectivamente. A partir de 1555 el aumento de la actividad de los corsarios obliga a aumentar el número de naves armadas (naos o galeones) a cuatro por convoy. Esta escolta llamada Flota de la Guardia acostumbraba a abandonar a los barcos mercantes al llegar al Caribe y se dirigía a La Habana para regresar con la flota del año anterior. La escolta de la flota de Tierra Firme solía ser más numerosa ya que incluía los galeones de la plata que transportaban el cargamento de plata real proveniente de las minas del Perú. La flota de Nueva España por su parte, transportaba las mercancías provenientes de Filipinas, un valioso cargamento de especias, seda, porcelana y otros bienes de lujo. Estos eran transportados desde Manila hasta Acapulco y desde allí por tierra hasta Veracruz. Ambas flotas hacían escala a su regreso en las Azores y posteriormente se dirigían a Sevilla.
En caso de necesidad la Flota de la Guardia era apoyada por la Armada de la Mar Océana, la flota peninsular española formada principalmente por los galeones de la Escuadra de Portugal. Aparte de estos contaba con tres o más escuadrones con base en Cádiz, La Coruña, Sevilla, Santander y Lisboa. La flota consistía tanto en barcos de la Corona como de naves contratadas y solo una pequeña parte eran galeones, siendo el resto navíos armados de distinto porte.
En ocasiones se destacaba una Galiflota o flota de galeones para misiones específicas en las Indias, como, por ejemplo, en 1625 y 1629.

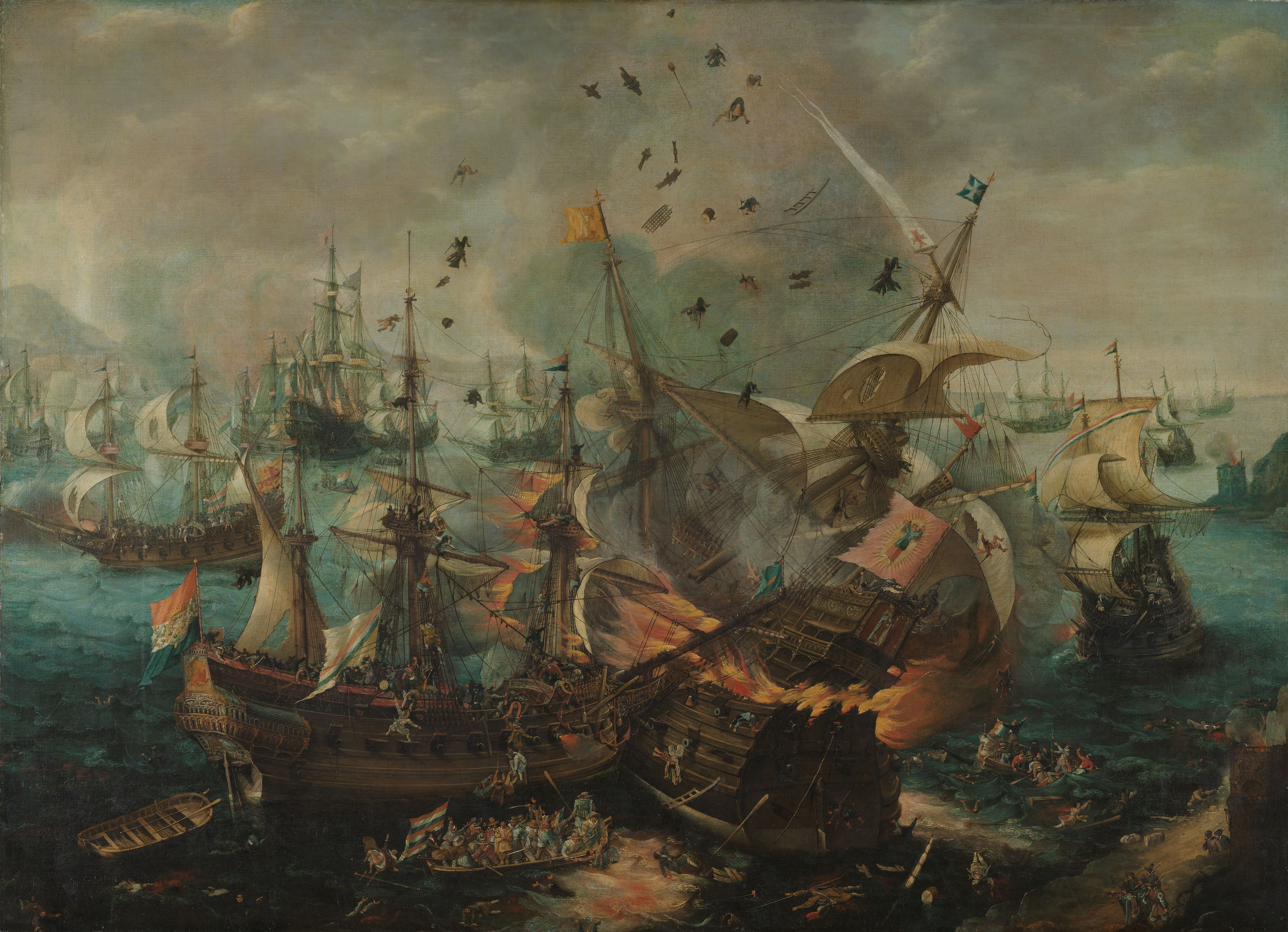
La Batalla de Gibraltar, de Hendrick Cornelisz Vroom, una obra que muestra la nao capitana de don Juan Álvarez en llamas tras estallar su santabárbara (Rijksmuseum, Ámsterdam).

### Evolución y fin del tipo
El galeón era un buque polivalente creado para satisfacer las necesidades de una época en la que las flotas estaban poco desarrolladas y precisaban un navío potente con capacidad de carga y combate en travesías largas. Con el paso del tiempo las funciones del galeón van siendo asumidas por otros tipos de embarcación más especializados. Los galeones de guerra se definen como un tipo específico durante el siglo XVII, más sólido y armado que anteriormente, y que acabaría derivando en el navío de línea del siglo XVIII. En sus funciones de nave de carga fue sustituido por embarcaciones como el filibote o flute neerlandés, ligeramente armado pero más barato y eficiente. Otras embarcaciones más pequeñas como los bergantines reemplazaron a los galeones más pequeños. En todas estas las superestructuras se simplificaron y redujeron en altura y el aparejo se racionalizó, fragmentándose el velamen y aligerando la estructura. Desde mediados del siglo XVIII las velas latinas se sustituyeron en este tipo de buques por velas áuricas. También desaparecieron primero el tormentín y posteriormente la cebadera. Durante la segunda mitad del siglo XVIII se fue generalizando el uso de velas de cuchillo. 
El galeón y otros tipos obsoletos se siguieron usando en España para ciertas funciones más tiempo que en otras naciones europeas que evolucionaron más rápidamente hacia nuevos diseños, el anquilosamiento de la administración española y medidas como la prohibición por parte de la inquisición de libros procedentes de naciones protestantes, entre otros manuales de construcción naval, tuvieron un impacto negativo que motivó una paulatina toma de ventaja por de las marinas de Inglaterra y Francia.

## Desarrollo del galeón fuera de España y Portugal

### El galeón veneciano

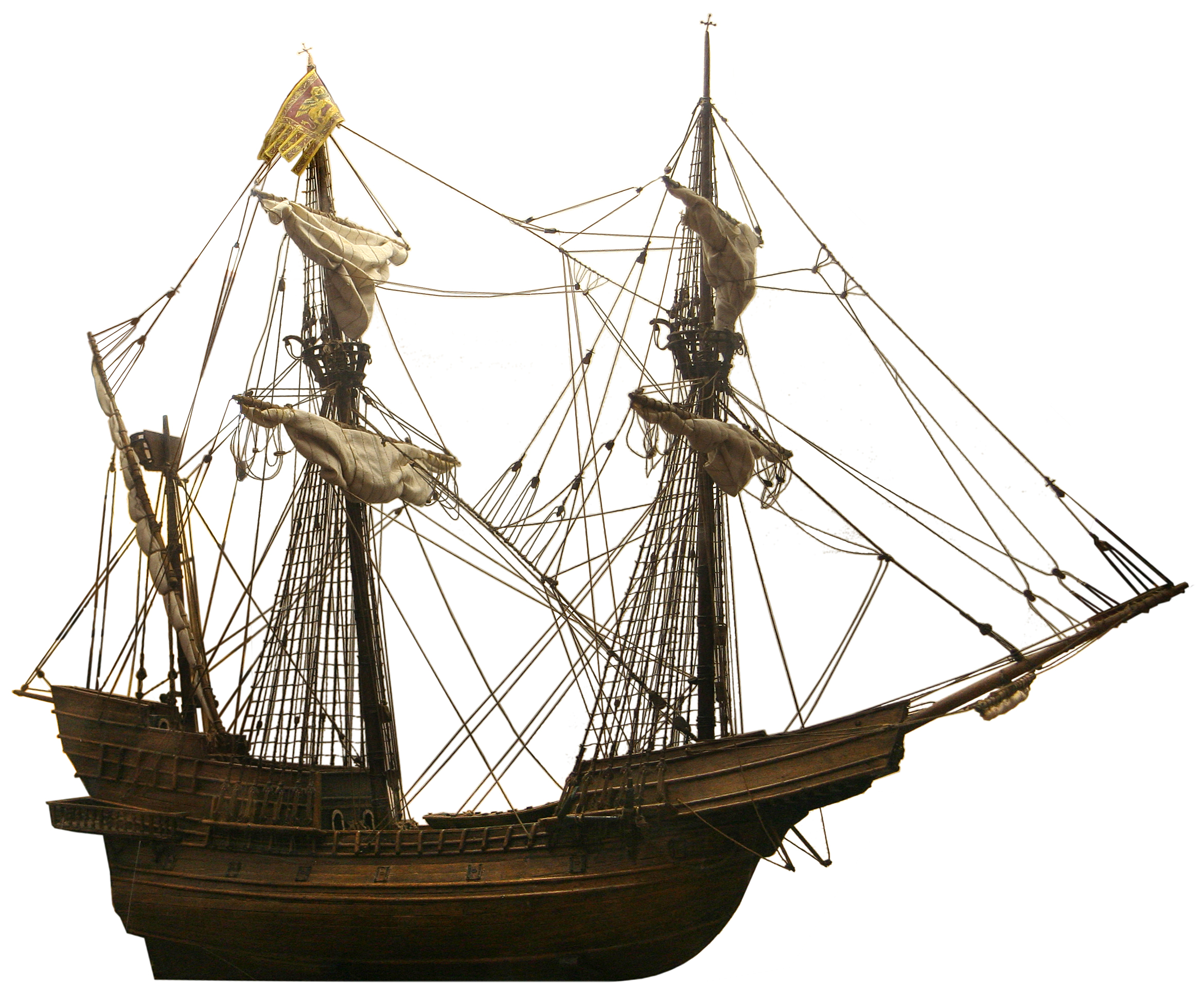
Modelo de galeón de la República de Venecia en el Museo Storico Navale de Venecia.

Los galeones usados en el Mediterráneo responden a la tipología más antigua de este tipo de embarcación, con rasgos propios de la tradición náutica de este mar, como el uso de mástiles enterizos, de una sola pieza. El declive de las rutas comerciales venecianas tras el descubrimiento de América relegó a la flota de estos estados a la defensa contra los turcos y los piratas berberiscos y el comercio con otras naciones ribereñas.

### El galeón inglés

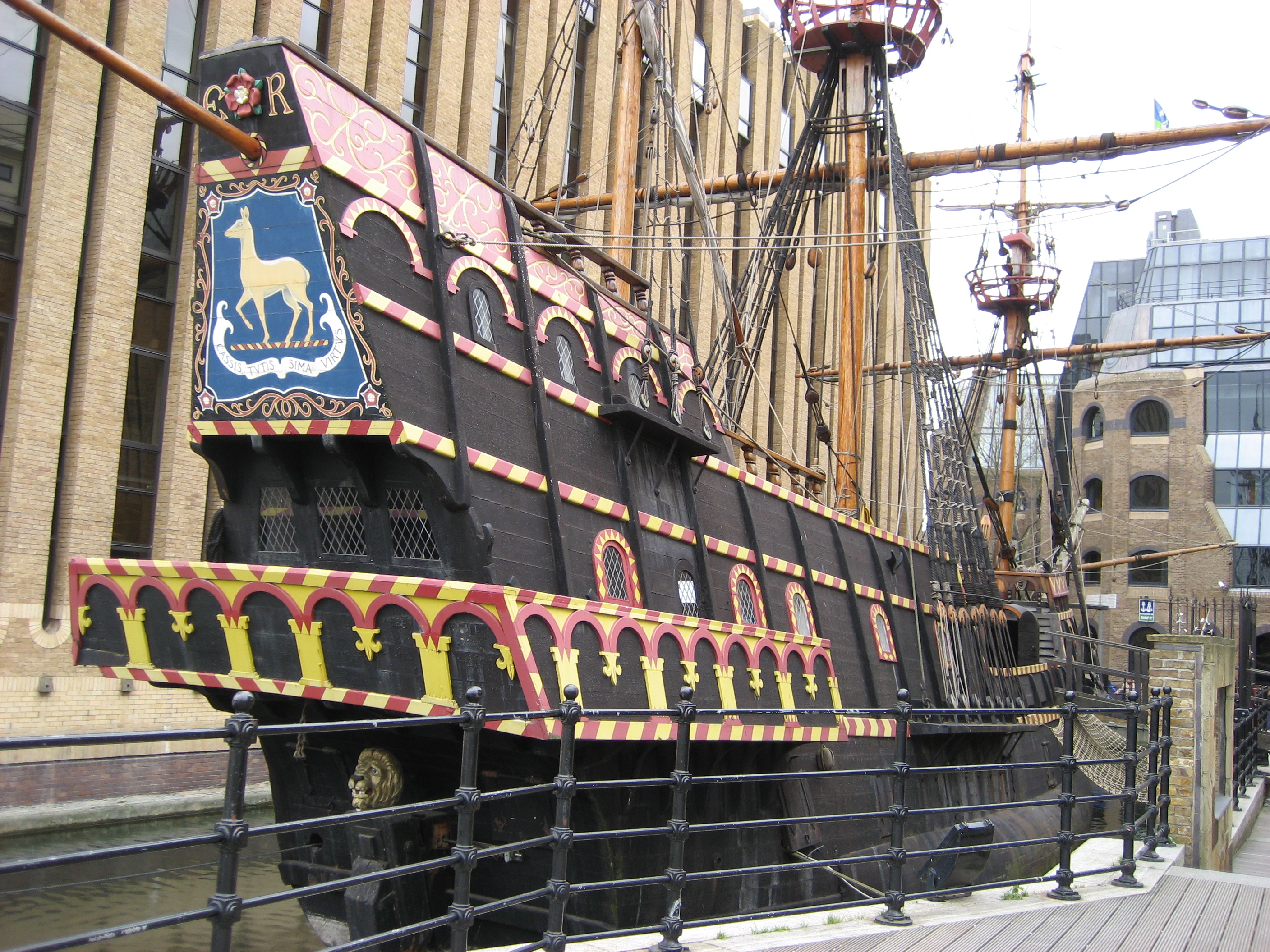
Popa de la réplica del galeón Golden Hind de 1577, capitaneado por Francis Drake en su viaje de circunnavegación del globo.

Debemos al master shipwright (maestro carpintero de ribera) Matthew Baker los pocos datos constructivos que tenemos acerca del galeón inglés. Este dejó varios diseños que muestran el aspecto y dimensiones de los barcos construidos por él hacia 1586. Destacan los beques bajos y elegantes sostenidos por un curvatón tallado y formando el tajamar, un castillo de proa de una sola cubierta, más bajo de lo habitual. La ausencia de batayolas entre el alcázar y el castillo exponía a la tripulación al fuego enemigo. Para compensar esto se colocaban a lo largo de las bordas tablas y muelas de cabos, e incluso en algún caso se ocultaba a la tripulación empavesando la cubierta a lo largo de las bordas a base de paquetes de ropa que se coloreaban vistosamente o sobre las que se pintaban escudos tal vez para disimular la poca consistencia del material. Estas estructuras más bajas unido a un menor tamaño y manga los hacía más marineros y aptos para navegar de bolina, ya que el viento frontal al no encontrar obstáculo en las superestructuras no frenaba su avance. Pese a ser más pequeños embarcaban proporcionalmente más artillería que los galeones mediterráneos. En la época de Isabel I, las bocas de fuego cortas como el medio cañón (165 mm de calibre, 3,05 m de ánima) se sustituyeron por las nuevas culebrinas de 18 o 19 libras (133 mm, 3,50 m) de tiro rápido y preciso hasta los 90 m.
Uno de los galeones de Baker fue el Ark Royal, de 880 toneladas de desplazamiento, unas 30 piezas de artillería, 190 marineros y 70 soldados. Este participó a las órdenes de Charles Howard de Effingam entre el 31 de julio al 8 de agosto de 1588 en la batalla que enfrentó a la flota inglesa y la Armada Invencible española en el canal de la Mancha. La Grande y Felicísima Armada española contaba con 64 buques de alto bordo, entre ellos 20 galeones descritos como de enorme tamaño y construcción suntuosa, de cuadernas y forro robusto y estructuras resistentes a la fusilería. El buque almirante del duque de Medina Sidonia era el San Martín, de mil toneladas de desplazamiento y 50 piezas de artillería. Su tripulación estaba compuesta por 177 marineros y 300 soldados. En total la flota inglesa contaba solo con 16 000 hombres contra los 27 000 españoles. Estos embarcaban gran número de soldados dispuestos al combate cuerpo a cuerpo, con intención de abordar las naves enemigas pues las batallas navales todavía se acababan decidiendo al asalto, como en la batalla de la isla Terceira. Francis Drake, al mando del Revenge y los demás capitanes ingleses renunciaron a intentar derrotar la Armada con ataques frontales contra los que no tenían opción de victoria prefiriendo aprovechar la mayor agilidad y artillería de sus naves para esperar el momento propicio de atacar, lo cual sucedió en la batalla de Gravelinas el 7 de agosto, con el resultado final de victoria para la flota inglesa, forzando a la flota española a continuar su viaje, y salir del canal de la Mancha, lo que se demostró desastroso cuando la Gran Flota intentó rodear las islas británicas.
Durante la batalla muchos buques se quedaron sin munición, debido en parte a la abundancia de piezas pequeñas de artillería y a la diversidad de calibres.
La apoteosis del galeón inglés vino con el Sovereign of the Seas de Carlos I, proyectado por Phineas Pett y botado en 1637. Tenía 38,7 m de eslora en la quilla, 51,8 m entre perpendiculares y 14,7 m de manga. Llevaba 100 cañones y estaba riquísimamente decorado con esculturas doradas de Gerard Christmas sobre diseños de Van Dyck. Su enorme coste, de 65 586 libras disparó una crisis presupuestaria que contribuyó a la posterior Revolución inglesa de 1642.

### El galeón neerlandés

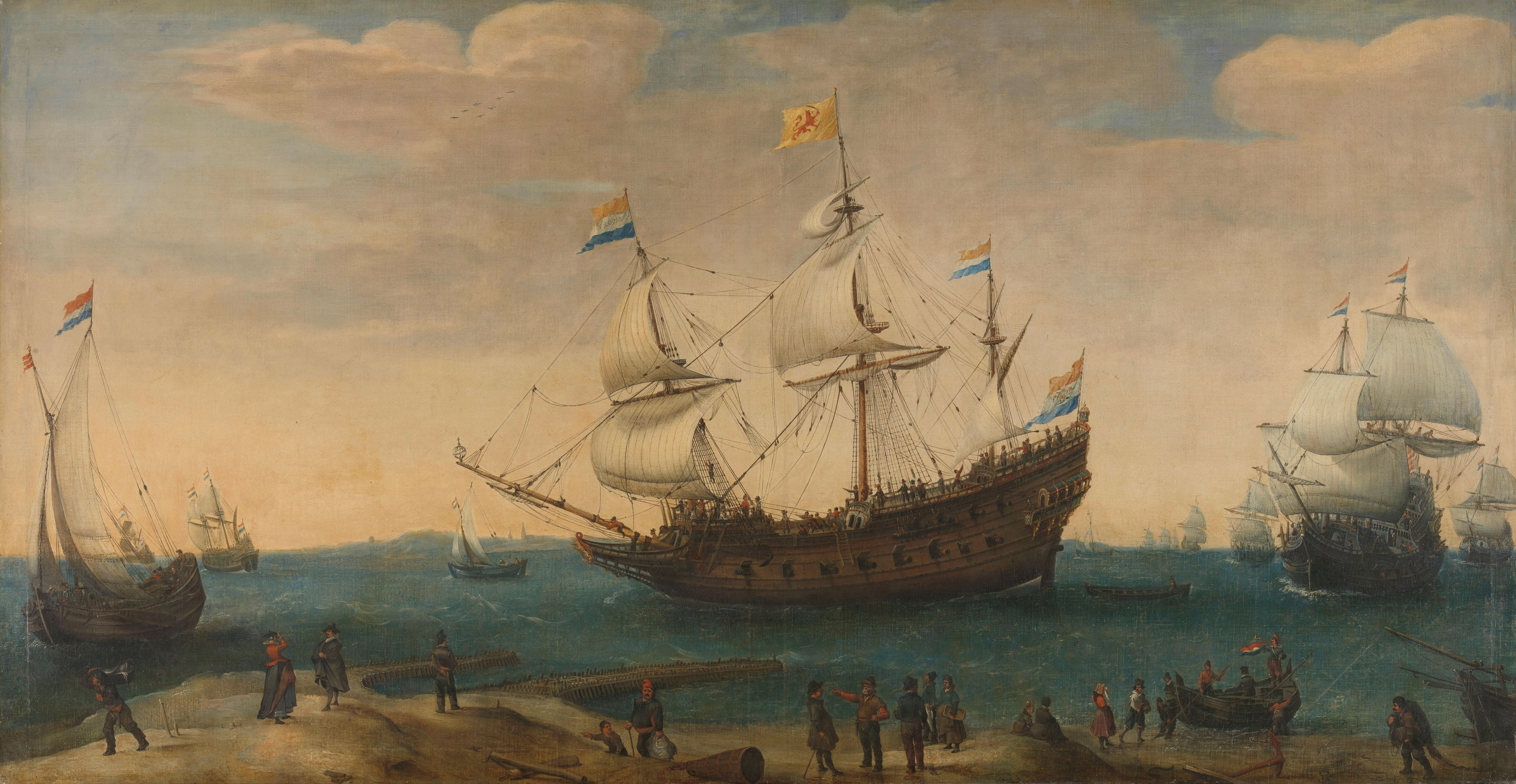
Galeón neerlandés, por Hendrick Cornelisz Vroom, Rijksmuseum, Ámsterdam.

En los Países Bajos del siglo XVII trabajaban algunos de los mejores carpinteros de ribera de la época que pese al pequeño territorio de las Provincias Unidas construyeron algunos de los galeones más notables y avanzados de su tiempo. Tras la Paz de Westfalia y la consiguiente independencia de España, el dominio del mar fue de absoluta importancia para la nueva nación. Baste decir que la cuarta parte de sus 4 millones de habitantes dependían del trabajo en el mar. Los puertos flamencos absorbían el 90% del tráfico inglés por lo que el enfrentamiento con Inglaterra fue inevitable. En el Museo Naval de Madrid se conserva un modelo de galeón flamenco de 1593 que ilustra los avances constructivos que desarrollaron los holandeses: el trinquete está situado muy a proa del castillo y bajo él es visible un pescante de gata para el ancla a la altura de la cubierta principal. En el centro, a ambos lados, se situaba una red de abordaje y el castillo se unía al alcázar con un corredor. Su armamento era de ocho cañones a la altura de la cubierta principal y otros siete en la superior. La obra muerta de los galeones holandeses era más baja y estrecha que la de sus contemporáneos de otras naciones; dado que debían maniobrar con frecuencia en los bajíos de las costas de Flandes necesitaban buques con poco calado y máxima maniobrabilidad para evitar encallar. El fondo de la carena solía ser más plano que el de naves de otros países.

### Otras naciones

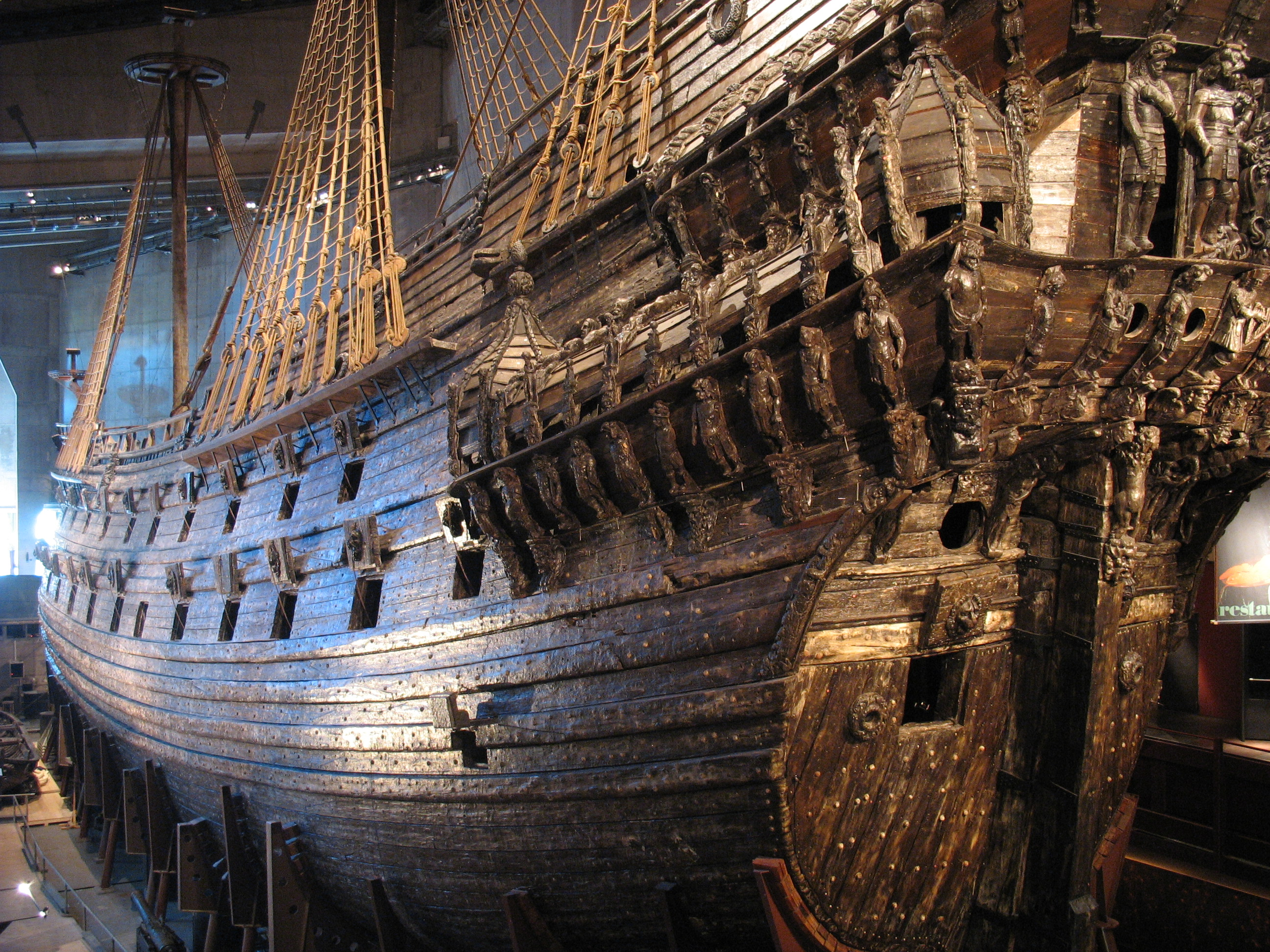
Popa del Vasa en el Vasamuseet de Estocolmo.

Al desarrollarse las rutas navales diversas naciones se percataron de la importancia de desarrollar una flota propia significativa. De este modo Francia, el Imperio Otomano, y los países del norte de Europa iniciaron esfuerzos para reducir la brecha con los países con flotas más importantes. Con frecuencia se recurrió al empleo de carpinteros de ribera extranjeros para suplir la falta de experiencia en la construcción naval contemporánea. Cuando Richelieu llegó al poder en Francia en 1624 decidió reorganizar la armada francesa, muy inferior a la de británicos y españoles. Para ello encargó a los astilleros holandeses cinco grandes galeones. Estos servirían de modelo a naves posteriores construidas en Francia, la primera de las cuales sería el galeón La Couronne, de 1087 toneladas y 72 cañones.
Otro importante galeón construido también con asistencia neerlandesa es el Vasa sueco. Botado el 10 de agosto de 1628, tuvo la mala fortuna de zozobrar en su viaje inaugural. El Vasa fue uno de los navíos más grandes y potentemente armados de su tiempo. Las particulares condiciones del fondo marino sueco permitieron la excepcional conservación del casco y su fastuosa decoración que en la actualidad puede ser admirada en el museo que lleva su nombre en Estocolmo, siendo un ejemplo único de galeón conservado casi íntegramente.
Mención aparte merecen los galeones construidos en Japón durante el siglo XVII. El San Juan Bautista (originariamente Date Maru, 伊達丸) fue construido con asistencia española y cruzó el Pacífico en dos ocasiones hasta Nueva España (México), la primera con la misión diplomática encabezada por Hasekura Tsunenaga y que continuó (en barcos españoles) hasta Roma, donde se entrevistó con el papa Paulo V. Fue el primero de varios barcos construidos en Japón mezclando técnicas occidentales y locales, los llamados Shuinsen.

## Recreaciones modernas
No ha sobrevivido ningún galeón original con la excepción del casco del Vasa, rescatado en 1961. Todo lo que sabemos acerca de estos navíos lo debemos a documentos históricos, representaciones artísticas, modelos conservados como exvotos y evidencias arqueológicas. 
A lo largo del siglo XX se han llevado a cabo diversas reproducciones más o menos fidedignas de algunos de estas embarcaciones. De este modo se construyó en 1973 en Appledore, Inglaterra, una réplica con técnicas originales del Golden Hind de Francis Drake, réplica que circunnavegó el globo y se exhibe en la actualidad en Londres. Una segunda réplica menos cuidadosa se realizó en 1963 en Brixham.
En España se construyó en Punta Umbría el Galeón Andalucía en 2010, como representación de un galeón español genérico del siglo XVII y que navegó hasta Shanghái con motivo de la Exposición Universal de 2010 en esta ciudad.
En 1993 se completó la reproducción del San Juan Bautista japonés que se conserva en el parque temático de Ishinomaki, al norte del país.
Para el rodaje de la película Piratas de 1986 y dirigida por Roman Polanski se construyó un galeón de diseño imaginario y que en la actualidad se exhibe en el puerto de Génova.